# Daihatsu Cuore
Daihatsu Cuore – kei car produkowany przez japońską firmę Daihatsu od roku 1980. Dostępny jako 3- i 5-drzwiowy hatchback. Następca modelu Max Cuore. Do napędu użyto silnika R3 o pojemności jednego litra. Moc przenoszona jest na oś przednią poprzez 5-biegową manualną skrzynię biegów. Obecnie produkowana jest siódma generacja modelu.

## Dane techniczne
Źródło:

### Silnik (dla wersji L250/275)
- R3 1,0 l (998 cm³), 4 zawory na cylinder, DOHC
- Układ zasilania: wtrysk EFi
- Średnica × skok tłoka: 71,00 mm × 84,00 mm
- Stopień sprężania: 10,5:1
- Moc maksymalna: 70 KM (52 kW) przy 6000 obr./min
- Maksymalny moment obrotowy: 94 N•m przy 3600 obr./min

### Osiągi
- Przyspieszenie 0-100 km/h: 11,1 s
- Prędkość maksymalna: 160 km/h
- Średnie zużycie paliwa: 4,4 l / 100 km

## Galeria

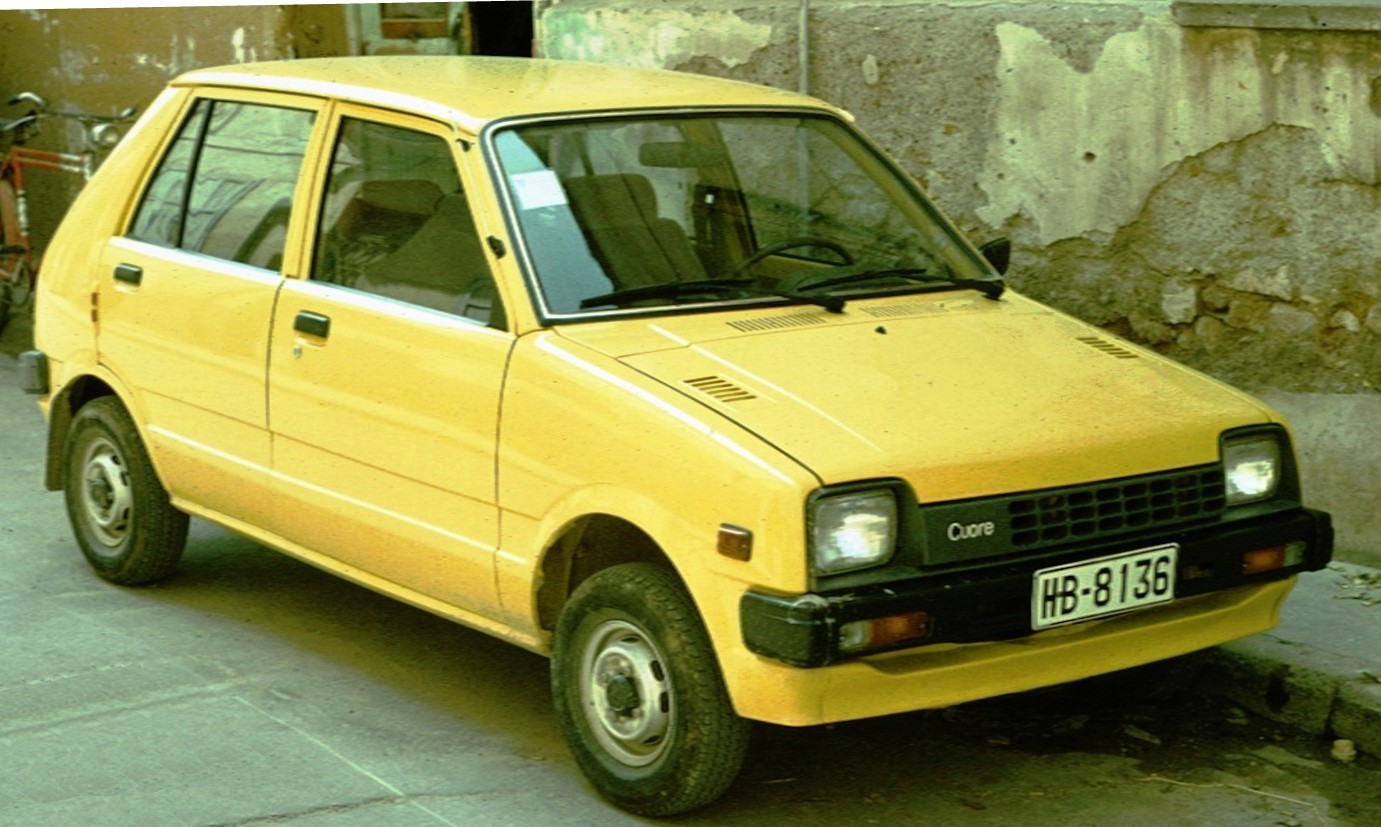
I generacja
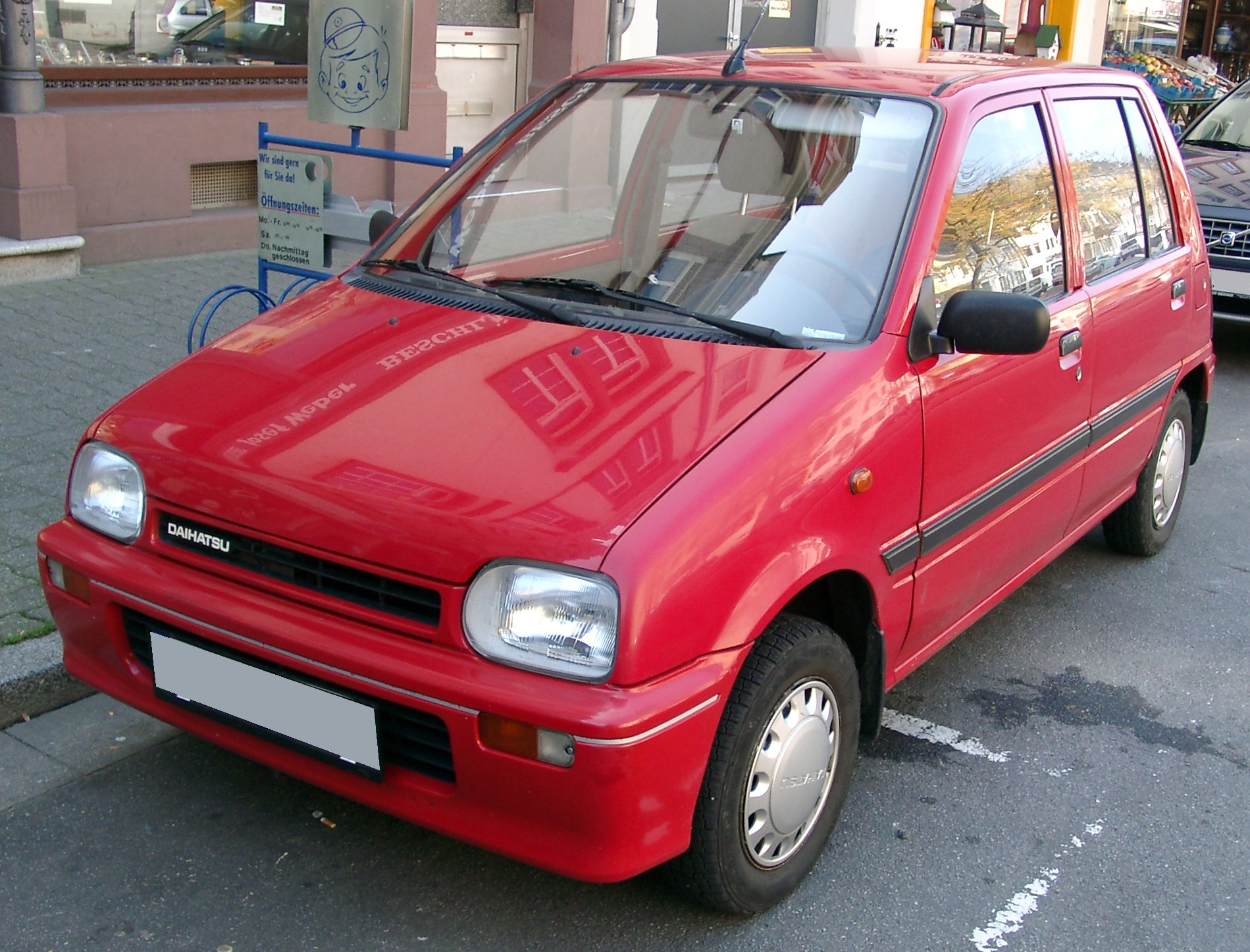
III generacja
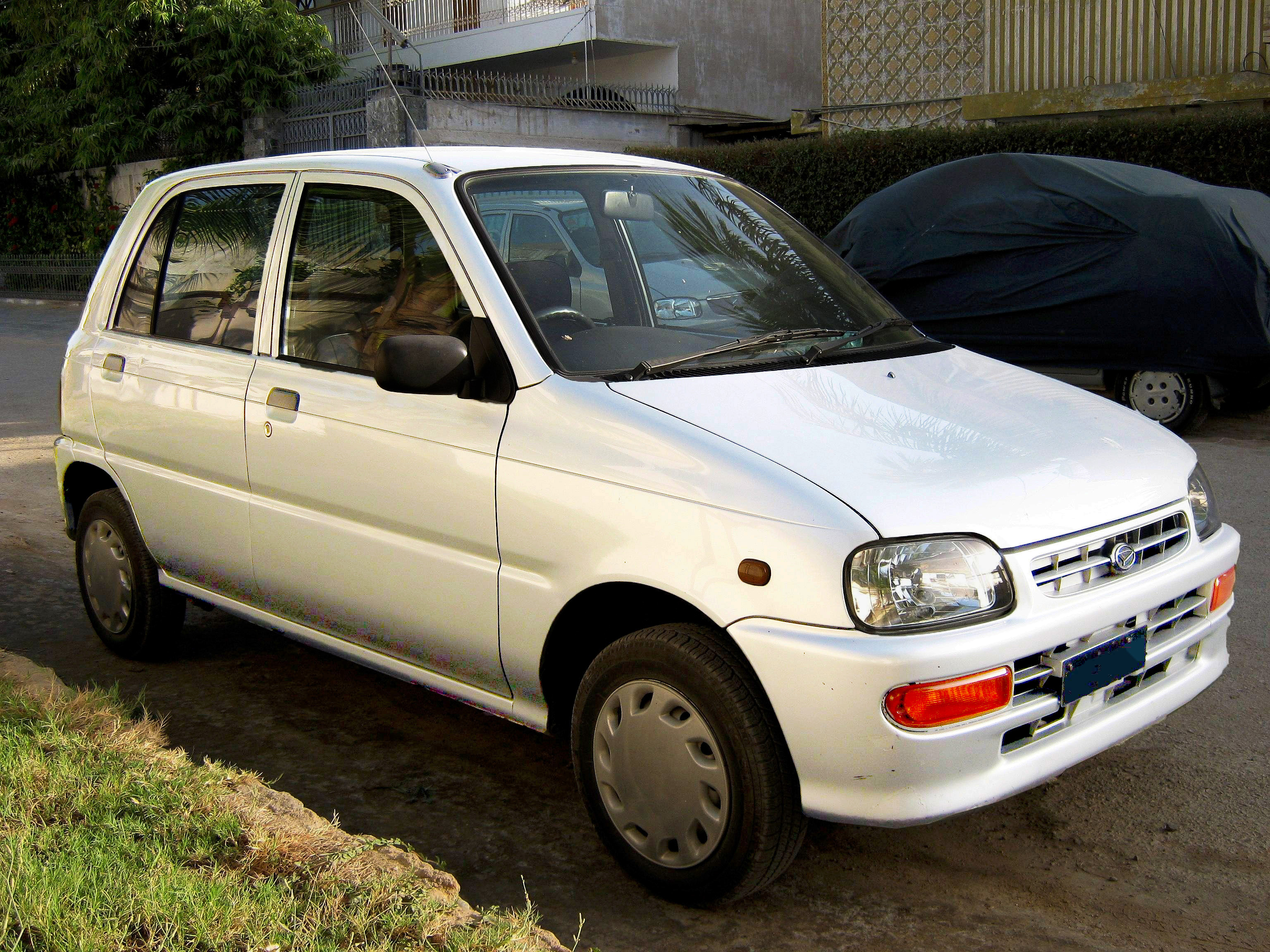
IV generacja (1994-1997)
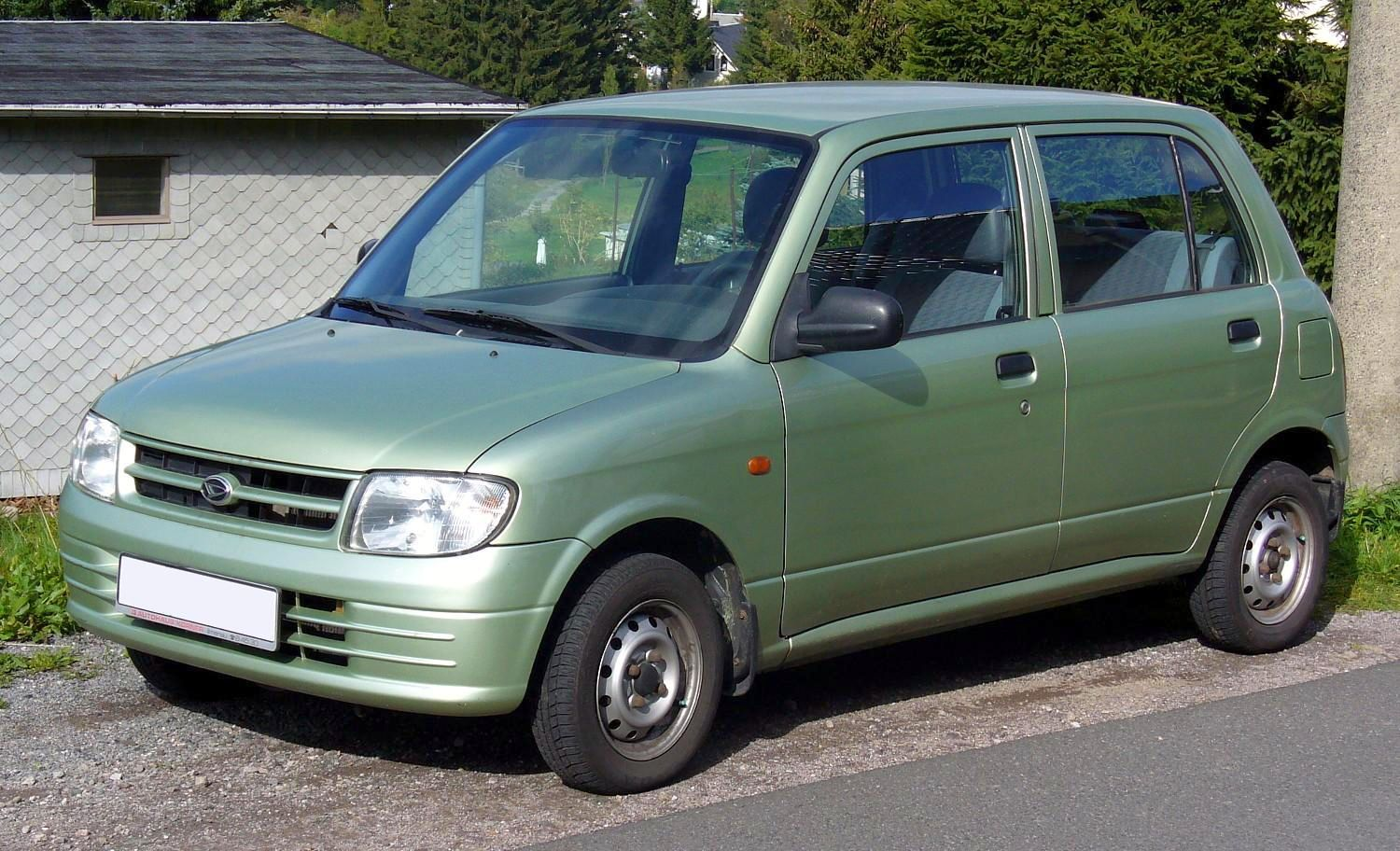
V generacja
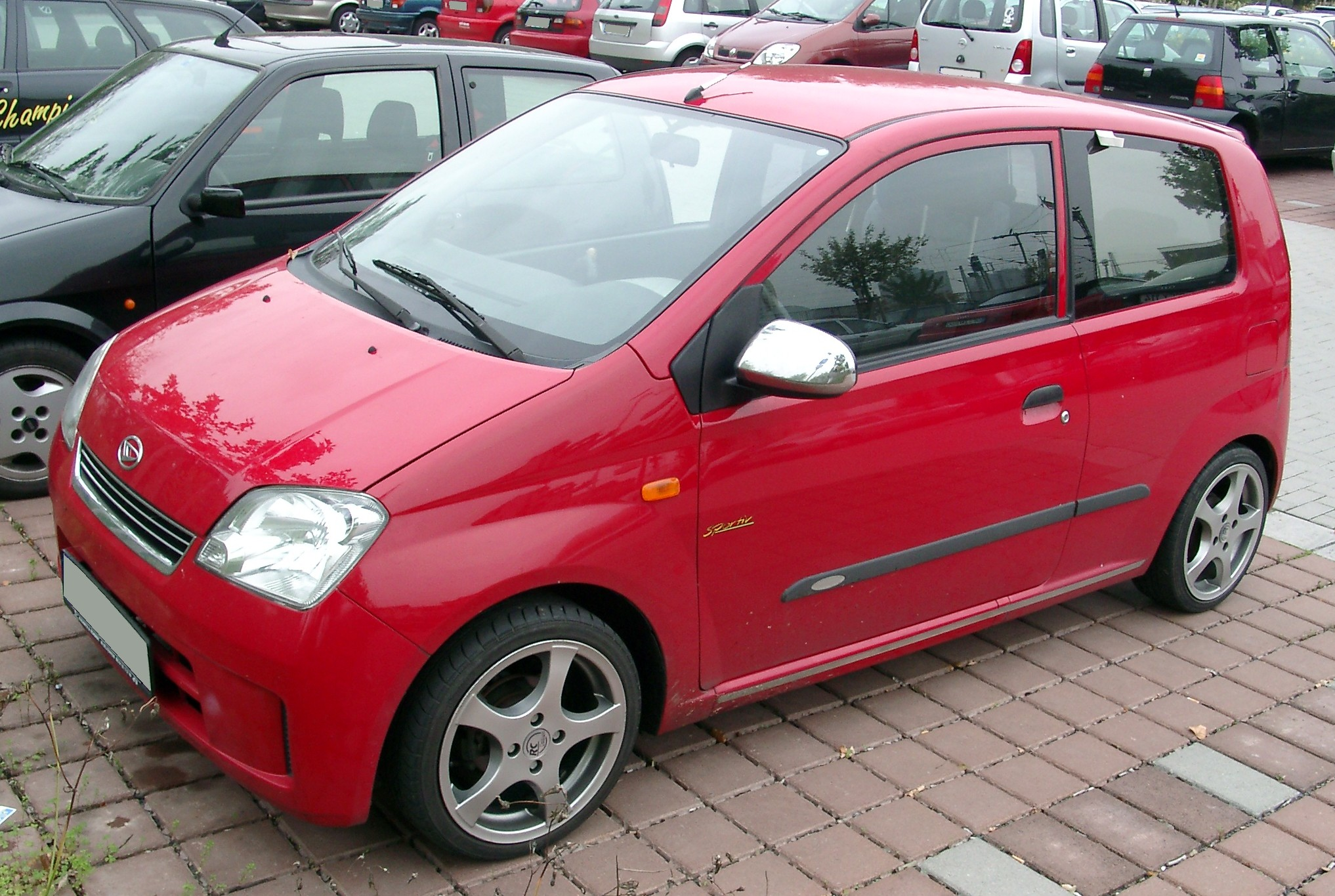
VI generacja